# Kechi, Kansas
Kechi [ˈkiːtʃaɪ] är en ort i Sedgwick County i Kansas. Vid 2010 års folkräkning hade Kechi 1 909 invånare.